# Фа (Од)
Фа (фр. Fa) — колишній муніципалітет у Франції, у регіоні Окситанія, департамент Од. Населення — 369 осіб (2011).
Муніципалітет був розташований на відстані близько 660 км на південь від Парижа, 160 км на південний захід від Монпельє, 34 км на південний захід від Каркассонна.

## Історія
До 2015 року муніципалітет перебував у складі регіону Лангедок-Русійон. Від 1 січня 2016 року належав до нового об'єднаного регіону Окситанія.
1 січня 2019 року Фа і Рувенак було об'єднано в новий муніципалітет Валь-дю-Фабі.

## Демографія
Динаміка населення (INSEE ):
Розподіл населення за віком та статтю (2006):
| Стать | Всього | До 15 років | 15-24 | 25-44 | 45-64 | 65-85 | Понад 85 |
| --- | ------ | ----------- | ----- | ----- | ----- | ----- | -------- |
| Чоловіки | 160    | 32          | 8     | 28    | 60    | 32    | 0        |
| Жінки | 152    | 12          | 12    | 20    | 64    | 32    | 12       |
| \| Статево-вікова піраміда \| Статево-вікова піраміда \| Статево-вікова піраміда \| \| ----------------------- \| ----------------------- \| ----------------------- \| \| Чоловіки \| Вік \| Жінки \| \| 0 \| 85 + \| 12 \| \| 8 \| 80-84 \| 4 \| \| 4 \| 75-79 \| 8 \| \| 12 \| 70-74 \| 12 \| \| 8 \| 65-69 \| 8 \| \| 16 \| 60-64 \| 16 \| \| 28 \| 55-59 \| 24 \| \| 8 \| 50-54 \| 16 \| \| 8 \| 45-49 \| 8 \| \| 0 \| 40-44 \| 0 \| \| 8 \| 35-39 \| 4 \| \| 12 \| 30-34 \| 12 \| \| 8 \| 25-29 \| 4 \| \| 4 \| 20-24 \| 4 \| \| 4 \| 15-20 \| 8 \| \| 8 \| 10-14 \| 0 \| \| 16 \| 5-9 \| 4 \| \| 8 \| 0-4 \| 8 \| |        |             |       |       |       |       |          |
| Статево-вікова піраміда |        |             |       |       |       |       |          |
| Чоловіки | Вік    | Жінки       |       |       |       |       |          |
| 0 | 85 +   | 12          |       |       |       |       |          |
| 8 | 80-84  | 4           |       |       |       |       |          |
| 4 | 75-79  | 8           |       |       |       |       |          |
| 12 | 70-74  | 12          |       |       |       |       |          |
| 8 | 65-69  | 8           |       |       |       |       |          |
| 16 | 60-64  | 16          |       |       |       |       |          |
| 28 | 55-59  | 24          |       |       |       |       |          |
| 8 | 50-54  | 16          |       |       |       |       |          |
| 8 | 45-49  | 8           |       |       |       |       |          |
| 0 | 40-44  | 0           |       |       |       |       |          |
| 8 | 35-39  | 4           |       |       |       |       |          |
| 12 | 30-34  | 12          |       |       |       |       |          |
| 8 | 25-29  | 4           |       |       |       |       |          |
| 4 | 20-24  | 4           |       |       |       |       |          |
| 4 | 15-20  | 8           |       |       |       |       |          |
| 8 | 10-14  | 0           |       |       |       |       |          |
| 16 | 5-9    | 4           |       |       |       |       |          |
| 8 | 0-4    | 8           |       |       |       |       |          |

## Економіка
2010 року серед 211 осіб працездатного віку (15—64 років) 140 були активними, 71 — неактивною (показник активності 66,4%, у 1999 році було 68,4%). З 140 активних мешканців працювало 112 осіб (54 чоловіки та 58 жінок), безробітними було 28 (17 чоловіків та 11 жінок). Серед 71 неактивної 14 осіб було учнями чи студентами, 29 — пенсіонерами, 28 були неактивними з інших причин.

У 2010 році в муніципалітеті числилось 154 оподатковані домогосподарства, у яких проживали 338,0 особи, медіана доходів виносила 13 182 євро на одного особоспоживача